# Blood, Sweat & No Tears
Blood, Sweat & No Tears è il terzo ed ultimo album del gruppo hip hop statunitense Stetsasonic, pubblicato nel 1991 dalla Tommy Boy Records.
| Recensione       | Giudizio |
| ---------------- | -------- |
| AllMusic         | [ 1 ]    |
| Robert Christgau | taglio   |

## Tracce
Musiche di Bobby Simmons (tracce 1-2, 4, 8-9), Prince Paul (tracce 3, 6, 12 e 16), Daddy-O (tracce 5, 7, 9-11 e 15), Bob Coulter (traccia 13), DBC (traccia 14; co-produttore 5 e 11), Wise (traccia 15), Norman Cook (traccia 17), Alvin Mooney (co-produttore traccia 7).
1. The Hip Hop Band – 2:28
2. No B.S. Allowed – 4:30
3. Uda Man – 5:02
4. Speaking Of A Girl Named Suzy – 5:25
5. Gyrlz – 5:34
6. Blood, Sweat & No Tears – 2:47
7. So Let The Fun Begin – 4:53
8. Go Brooklyn 3 – 3:52
9. Walkin' In The Rain – 5:44
10. Don't Let Your Mouth Write a Check That Your Ass Can't Cash – 5:22
11. Ghetto Is the World – 5:54
12. Your Mother Has Green Teeth – 2:15
13. You Still Smokin' That Shit? – 0:46
14. Heaven Help The M.F.'s – 4:37
15. Took Place In East New York – 2:36
16. Paul's a Sucker – 3:58
17. Free South Africa (The Remix) – 3:06

## Classifiche

### Classifiche settimanali
| Classifica (1991) | Posizione massima |
| ----------------- | ----------------- |
| US Black Albums   | 75                |